# Megachile alticola
Megachile alticola là một loài Hymenoptera trong họ Megachilidae. Loài này được Cameron mô tả khoa học năm 1902.